# DFB-Hallen-Masters 1993
Das DFB-Hallen-Masters 1993 war die sechste offizielle Austragung dieses Wettbewerbes, der vom DFB durchgeführt wurde. Das Endrundenturnier fand vom 30. bis 31. Januar in der Münchener Olympiahalle statt und endete mit dem 2:1-Finalsieg vom 1. FC Köln über den VfB Stuttgart.

## Teilnehmer
An der Endrunde nahmen folgende acht Mannschaften teil:
| Gesetzte Teams - Titelverteidiger Borussia Dortmund - Deutscher Meister VfB Stuttgart - DFB-Pokalsieger Hannover 96 - Gastgeber FC Bayern München | Qualifizierte Teams - Platz 1 (208 Punkte) 1. FC Kaiserslautern - Platz 2 (180 Punkte) 1. FC Köln - Platz 3 (165 Punkte) Chemnitzer FC - Platz 4 (153 Punkte) Hamburger SV |

## Modus
In der Vorrunde wurde in zwei Gruppen mit jeweils vier Teams gespielt, die nach dem Modus „Jeder gegen Jeden“ die Teilnehmer für das Halbfinale ausspielten. Ab dem Halbfinale ging es im K.-o.-System weiter und sollte ein Spiel Remis enden, wurde der Sieger in einem Achtmeterschießen ermittelt. Die Spielzeit betrug bei allen Partien zweimal 12 Minuten.
Gespielt wurde mit einem Torwart und vier Feldspieler auf einen 48 mal 25 Meter großen Kunstrasen, der von einer Bande umgeben war.

## Vorrunde

### Gruppe A
Spiele
| Samstag, 30. Januar 1993 ab 13.30 Uhr |     |                      | |
| VfB Stuttgart                         | 1:2 | 1. FC Köln           | 1:0 Walter, 1:1 Baumann, 1:2 Greiner                                                               |
| 1. FC Kaiserslautern                  | 2:3 | Chemnitzer FC        | 0:1 Bittermann, 0:2 Heidrich, 1:2 Vogel, 2:2 Ritter, 2:3 Heidrich                                  |
| 1. FC Köln                            | 4:1 | 1. FC Kaiserslautern | 0:1 Vogel, 1:1 Ordenewitz, 2:1 Baumann, 3:1 Ordenewitz, 4:1 Baumann                                |
| Chemnitzer FC                         | 3:5 | VfB Stuttgart        | 0:1 Frontzeck, 0:2 Golke, 0:3 Buchwald, 0:4 Strunz, 1:4 Bittermann, 2:4 Renn, 2:5 Strunz, 3:5 Boer |
| Sonntag, 31. Januar 1993 ab 13.30 Uhr |     |                      | |
| VfB Stuttgart                         | 5:2 | 1. FC Kaiserslautern | 1:0 Buchwald, 1:1 Hajradinović, 2:1 Strehmel, 2:2 Goldbæk, 3:2 Otto, 4:2 Buchwald, 5:2 Gaudino     |
| Chemnitzer FC                         | 2:3 | 1. FC Köln           | 0:1 Ordenewitz, 1:1 Wienhold, 1:2 Ordenewitz, 1:3 Rudy, 2:3 Gerber                                 |

Abschlusstabelle
| Pl. | Mannschaft           | Sp. | S | U | N | Tore    | Diff. | Punkte |
| --- | -------------------- | --- | - | - | - | ------- | ----- | ------ |
| 1.  | 1. FC Köln           | 3   | 3 | 0 | 0 | 009:400 | +5    | 06:0   |
| 2.  | VfB Stuttgart        | 3   | 2 | 0 | 1 | 011:700 | +4    | 04:20  |
| 3.  | Chemnitzer FC        | 3   | 1 | 0 | 2 | 008:100 | −2    | 02:40  |
| 4.  | 1. FC Kaiserslautern | 3   | 0 | 0 | 3 | 005:120 | −7    | 0:60   |

### Gruppe B
Spiele
| Samstag, 30. Januar 1993 ab 13.30 Uhr |     |                   | |
| Hannover 96                           | 3:7 | Borussia Dortmund | 0:1 Zelic, 1:1 Daschner, 1:2 Karl, 1:3 Mill, 1:4 Mill, 1:5 Sammer, 1:6 Sammer, 2:6 Raičković, 3:6 Đelmaš, 3:7 Mill |
| FC Bayern München                     | 2:4 | Hamburger SV      | 0:1 Rohde, 0:2 Spies, 0:3 Matysik, 0:4 Letschkow, 1:4 Labbadia, 2:4 Labbadia                                       |
| Borussia Dortmund                     | 1:4 | FC Bayern München | 0:1 Labbadia, 0:2 Scholl, 0:3 Wouters, 1:3 Poschner, 1:4 Labbadia                                                  |
| Hamburger SV                          | 6:3 | Hannover 96       | 1:0 Rohde, 2:0 Letschkow, 2:1 Koch, 3:1 Dotchev, 3:2 Weiland, 4:2 Spies, 5:2 Bode, 5:3 Kretzschmar                 |
| Sonntag, 31. Januar 1993 ab 13.30 Uhr |     |                   | |
| Hannover 96                           | 3:4 | FC Bayern München | 0:1 Labbadia, 0:2 Labbadia, 1:2 Daschner, 1:3 Labbadia, 1:4 Scholl, 2:4 Kretzschmar, 3:4 Raičković                 |
| Hamburger SV                          | 2:4 | Borussia Dortmund | 1:0 Dotchev, 2:0 Schnoor, 2:1 Karl, 2:2 Sammer, 2:3 Sammer, 2:4 Rummenigge                                         |

Abschlusstabelle
| Pl. | Mannschaft        | Sp. | S | U | N | Tore    | Diff. | Punkte |
| --- | ----------------- | --- | - | - | - | ------- | ----- | ------ |
| 1.  | Borussia Dortmund | 3   | 2 | 0 | 1 | 012:900 | +3    | 04:20  |
| 2.  | Hamburger SV      | 3   | 2 | 0 | 1 | 012:900 | +3    | 04:20  |
| 3.  | FC Bayern München | 3   | 2 | 0 | 1 | 010:800 | +2    | 04:20  |
| 4.  | Hannover 96       | 3   | 0 | 0 | 3 | 009:170 | −8    | 0:60   |

## Finalrunde

### Halbfinale
|                   | Ergebnis        |               | Torfolge |
| ----------------- | --------------- | ------------- | --- |
| 1. FC Köln        | 2:2 (4:2 i. A.) | Hamburger SV  | 1:0 Janßen, 1:1 Bode, 1:2 Rohde, 2:2 Janßen Achtmeterschießen:1:0 Steinmann, 1:1 Rohde, 2:1 Spyrka, 2:2 Eck, 3:2 Trulsen, 4:2 Ordenewitz                 |
| Borussia Dortmund | 5:7             | VfB Stuttgart | 0:1 Gaudino, 1:1 Karl, 1:2 Frontzeck, 1:3 Golke, 1:4 Strehmel, 2:4 Sammer, 3:4 Sammer, 3:5 Gaudino, 3:6 Frontzeck, 4:6 Sammer, 5:6 Poschner, 5:7 Gaudino |

### Finale
|                                          | Ergebnis |               |
| ---------------------------------------- | -------- | ------------- |
| 1. FC Köln                               | 2:1      | VfB Stuttgart |
| 1:0 Steinmann, 1:1 Buchwald, 2:1 Greiner |          |               |

## Statistisches
- 95 Tore ({\displaystyle \varnothing } 6,33 pro Spiel) wurden erzielt, wobei sich 47 Spieler als Torschützen auszeichnen konnten.
- Drei Tore (kein Hattrick) in einem Spiel erzielten Frank Mill (Borussia Dortmund) und Bruno Labbadia (FC Bayern München) jeweils gegen Hannover 96, Matthias Sammer (Borussia Dortmund) gegen den VfB Stuttgart sowie Gerhard Poschner (VfB Stuttgart) gegen Borussia Dortmund.
- Die Olympiahalle war am Samstag (10.600) und Sonntag (10.600) jeweils ausverkauft.
- Jede Mannschaft erhielt 50.000 DM Startgeld. Preisgelder gab es für Platz 1 (75.000 DM), Platz 2 (50.000 DM) und für die Halbfinal-Verlierer jeweils (15.000 DM).

### Torschützenliste
|    | Spieler          | Mannschaft        | Tore |
| -- | ---------------- | ----------------- | ---- |
| 1. | Bruno Labbadia   | FC Bayern München | 7    |
| 1. | Matthias Sammer  | Borussia Dortmund | 7    |
| 3. | Frank Ordenewitz | 1. FC Köln        | 4    |
| 3. | Maurizio Gaudino | VfB Stuttgart     | 4    |
| 3. | Guido Buchwald   | VfB Stuttgart     | 4    |

### Bester Spieler
- Bruno Labbadia (FC Bayern München)

## Siegermannschaft
| 1.                  | 1. FC Köln |
| Logo vom 1. FC Köln | - Tor: Alexander Bade, Dieter Gans - Feldspieler: Karsten Baumann, Frank Greiner, Olaf Janßen, Frank Ordenewitz, Andrzej Rudy, Adrian Spyrka, Rico Steinmann, André Trulsen, Patrick Weiser - Trainer: Jörg Berger |